# Àcid mineral
Un àcid mineral (o àcid inorgànic) és un àcid derivat d'un o més compostos inorgànics Un àcid mineral no és un àcid orgànic i tots els àcids minerals alliberen ions d'hidrogen quan es dissolen en aigua.

## Característiques
Els àcids minerals més usats són l'àcid sulfúric, àcid clorhídric (àcid hidroclòric) i àcid nítric. Segons cada àcid poden ser molt forts com és el cas de l'àcid sulfúric o molt febles com l'àcid bòric. Els àcids minerals tendeixen a ser molt solubles en aigua i insolubles en solvents orgànics.
Es fan servir en diversos sectors de la indústria química.
També s'usen alguns àcids minerals directament per la seva propietat corrosiva.

## Exemples
- Àcid hidroclòric
- Àcid nítric
- Àcid fosfòric
- Àcid sulfúric
- Àcid bòric
- Àcid hidrofluòric
- Àcid hidrobròmic